# Memoriał Eugeniusza Nazimka 1984
Memoriał im. Eugeniusza Nazimka 1984 – 2. edycja turnieju w celu uczczenia pamięci polskiego żużlowca Eugeniusza Nazimka, który odbył się dnia 28 października 1984 roku. Turniej wygrał Jerzy Kochman.

## Wyniki
- Stadion Stali Rzeszów, 28 października 1984
- NCD:
- Sędzia:

| Msc. | Zawodnik                 | Klub           | Pkt  |             |  |
| ---- | ------------------------ | -------------- | ---- | ----------- |  |
| 1    | Jerzy Kochman            | Świętochłowice | 15   | (3,3,3,3,3) |  |
| 2    | Piotr Pyszny             | Rybnik         | 12+3 |             |  |
| 3    | Wiesław Pawlak           | Zielona Góra   | 12+2 |             |  |
| 4    | József Petrikovics       | Węgry          | 10   |             |  |
| 5    | Henryk Olszak            | Zielona Góra   | 9+3  |             |  |
| 6    | Adam Janik               | Rzeszów        | 9+2  |             |  |
| 7    | Krzysztof Zarzecki       | Świętochłowice | 9+1  |             |  |
| 8    | János Seres              | Węgry          | 8    |             |  |
| 9    | Ryszard Romaniak         | Rzeszów        | 7    |             |  |
| 10   | István Rusz              | Węgry          | 6    |             |  |
| 11   | Stefan Żeromski          | Zielona Góra   | 6    |             |  |
| 12   | Bogdan Ciupak            | Rzeszów        | 5    |             |  |
| 13   | Barnabás Gyepes          | Węgry          | 4    |             |  |
| 14   | Krzysztof Nurzyński      | Lublin         | 4    |             |  |
| 15   | Piotr Pawłowski          | Lublin         | 2    |             |  |
| 16   | Bronisław Klimowicz      | Rybnik         | 1    |             |  |
|      | rez. Krzysztof Wankowski | Gniezno        | 0    |             |  |
|      | rez. Dariusz Kamiński    | Rzeszów        | 1    |             |  |